# 딸림음
딸림음(영어: dominant)은 온음계의 다섯 번째(V) 음이다. 으뜸음에서 완전5도 위의 음으로, 장음계의 "솔", 단음계의 "미", 장음계에서 2, 3, 6, 7음을 반음 내린 것의 "시"에 해당한다. 예를 들어, 다 단조(C minor)와 다 장조(C Major)에서 2, 3, 6, 7음을 반음 내린 것의 딸림음은 "솔"이고, 사 단조(G minor)와 사 장조(G Major)에서 2, 3, 6, 7음을 반음 내린 것의 딸림음은 "레", 라 단조(D minor)와 라 장조(D Major)에서 2, 3, 6, 7음을 반음 내린 것의 딸림음은 "라", 가 단조(A minor)와 가 장조(A Major)에서 2, 3, 6, 7음을 반음 내린 것의 딸림음은 "미", 마 단조(E minor)와 마 장조(E Major)에서 2, 3, 6, 7음을 반음 내린 것의 딸림음은 "시"이다.